# 2016–2017-es magyar férfi kosárlabda-bajnokság
A 2016–2017-es férfi kosárlabda-bajnokság a  nyolcvanötödik férfi kosárlabda-bajnokság volt, amely 2016. október 2-án vette kezdetét. A lebonyolítás változatlan maradt: az alapszakaszban tizennégy csapat áll rajthoz, amelyek körmérkőzéses rendszerben játszottak, pályaválasztói joggal, oda-visszavágó alapon.
Ezután középszakasz következett, amelynek felsőházában az első 5 oda-visszavágó alapon játszott egymással, a középházi középszakaszban az alapszakasz 6-10. helyezett a play-offba kerülésért, az alsóházi középszakaszban az alapszakasz 11-14. helyezettje a kiesés elkerüléséért mérkőzött; mindhárom esetben az alapszakasz-eredményeket vitték tovább, és két kört (8, 8 ill. 6 forduló) játszottak egymással a csapatok.
Ezután az 1–8. helyezettek (a felsőházi középszakasz 5 csapata és a középházi középszakasz három legjobbja) párharconként három győzelemig tartó egyenes kieséses rájátszás során döntötték el a négy közé jutás, majd az elődöntők és a döntő sorsát. Az alsóház utolsó két helyezettje a kiesés elkerüléséért oda-visszavágó alapon játszott.

## Csapatok
| #   | Csapat                | Város          | Sportcsarnok                  |
| --- | --------------------- | -------------- | ----------------------------- |
| 1.  | Alba Fehérvár         | Székesfehérvár | Vodafone Sportcentrum         |
| 11. | Atomerőmű SE          | Paks           | ASE Sportcsarnok              |
| 4.  | Egis Körmend          | Körmend        | Körmend Városi Sportcsarnok   |
| 2.  | Falco KC Szombathely  | Szombathely    | Arena Savaria                 |
| 12. | JP Auto JKSE          | Jászberény     | Bercsényi úti játékcsarnok    |
| 7.  | Kaposvári KK          | Kaposvár       | Kaposvári Városi Sportcsarnok |
| 8.  | KTE-Duna Aszfalt      | Kecskemét      | Messzi István Sportcsarnok    |
| 14. | MAFC                  | Budapest, XI.  | Gabányi László Sportcsarnok   |
| 9.  | Naturtex-SZTE-Szedeák | Szeged         | Városi Sportcsarnok           |
| 6.  | Pécsi VSK-Pannonpower | Pécs           | Lauber Dezső Sportcsarnok     |
| 10. | Sopron KC             | Sopron         | Novomatic Arena               |
| 5.  | Szolnoki Olaj KK      | Szolnok        | Tiszaligeti Sportcsarnok      |
| 13. | Vasas Budapest        | Budapest, II.  | Sport11 Sportközpont          |
| 3.  | Zalakerámia-ZTE KK    | Zalaegerszeg   | Városi Sportcsarnok           |

### Változások az előző idényhez képest
- A Vasas Akadémia a B csoport 1. helyezettjeként feljutott
- A Blue Sharks Nyíregyháza KK kiesett a másodosztályba

## Alapszakasz
| #   | Csapat                | M  | Gy | V  | K+   | K-   | Pont | Pont  | Megjegyzés            |
| --- | --------------------- | -- | -- | -- | ---- | ---- | ---- | ----- | --------------------- |
| 1.  | Alba Fehérvár         | 26 | 21 | 5  | 2178 | 1939 | 47   | 0,904 | Közép- szakasz 1–5.   |
| 2.  | Egis Körmend          | 26 | 18 | 8  | 2259 | 1987 | 44   | 0,846 | Közép- szakasz 1–5.   |
| 3.  | Szolnoki Olaj KK      | 26 | 17 | 9  | 2198 | 2030 | 43   | 0,827 | Közép- szakasz 1–5.   |
| 4.  | Falco KC Szombathely  | 26 | 17 | 9  | 2148 | 2026 | 43   | 0,827 | Közép- szakasz 1–5.   |
| 5.  | Zalakerámia ZTE KK    | 26 | 17 | 9  | 2244 | 2144 | 43   | 0,827 | Közép- szakasz 1–5.   |
| 6.  | Kaposvári KK          | 26 | 16 | 10 | 2072 | 2081 | 42   | 0,808 | Közép- szakasz 6–10.  |
| 7.  | PVSK-Pannonpower      | 26 | 15 | 11 | 2088 | 2055 | 41   | 0,788 | Közép- szakasz 6–10.  |
| 8.  | Naturtex-SZTE-Szedeák | 26 | 13 | 13 | 2080 | 2044 | 39   | 0,75  | Közép- szakasz 6–10.  |
| 9.  | Sopron KC             | 26 | 12 | 14 | 2028 | 1973 | 38   | 0,731 | Közép- szakasz 6–10.  |
| 10. | KTE-Duna Aszfalt      | 26 | 12 | 14 | 1951 | 2026 | 38   | 0,731 | Közép- szakasz 6–10.  |
| 11. | Atomerőmű SE          | 26 | 9  | 17 | 2091 | 2202 | 35   | 0,673 | Közép- szakasz 11–14. |
| 12. | JP Auto-JKSE          | 26 | 7  | 19 | 2005 | 2191 | 33   | 0,635 | Közép- szakasz 11–14. |
| 13. | Vasas Budapest        | 26 | 4  | 22 | 2027 | 2369 | 30   | 0,577 | Közép- szakasz 11–14. |
| 14. | MAFC                  | 26 | 4  | 22 | 1916 | 2218 | 30   | 0,577 | Közép- szakasz 11–14. |

* Gy: Győzelem V: Vereség K+: Dobott kosár K-: Kapott kosár

## Középszakasz

### 1–5. helyért
| #  | Csapat               | M  | Gy | V  | K+   | K-   | Pont | Pont  |
| -- | -------------------- | -- | -- | -- | ---- | ---- | ---- | ----- |
| 1. | Alba Fehérvár        | 34 | 24 | 10 | 2852 | 2613 | 58   | 0,853 |
| 2. | Falco KC Szombathely | 34 | 22 | 12 | 2804 | 2674 | 56   | 0,824 |
| 3. | Egis Körmend         | 34 | 22 | 12 | 2980 | 2701 | 56   | 0,824 |
| 4. | Zalakerámia ZTE KK   | 34 | 22 | 12 | 2952 | 2831 | 56   | 0,824 |
| 5. | Szolnoki Olaj KK     | 34 | 20 | 14 | 2862 | 2730 | 54   | 0,794 |

* Gy: Győzelem V: Vereség K+: Dobott kosár K-: Kapott kosár

### 6–10. helyért
| #   | Csapat                | M  | Gy | V  | K+   | K-   | Pont | Pont  | Megjegyzés |
| --- | --------------------- | -- | -- | -- | ---- | ---- | ---- | ----- | ---------- |
| 6.  | PVSK-Pannonpower      | 34 | 20 | 14 | 2761 | 2719 | 54   | 0,794 | Rájátszás  |
| 7.  | Kaposvári KK          | 34 | 19 | 15 | 2680 | 2719 | 53   | 0,779 | Rájátszás  |
| 8.  | KTE-Duna Aszfalt      | 34 | 18 | 16 | 2582 | 2622 | 52   | 0,765 | Rájátszás  |
| 9.  | Naturtex-SZTE-Szedeák | 34 | 18 | 16 | 2688 | 2641 | 52   | 0,765 |            |
| 10. | Sopron KC             | 34 | 13 | 21 | 2657 | 2627 | 47   | 0,691 |            |

* Gy: Győzelem V: Vereség K+: Dobott kosár K-: Kapott kosár

### 11–14. helyért
| #   | Csapat         | M  | Gy | V  | K+   | K-   | Pont | Pont  | Megjegyzés       |
| --- | -------------- | -- | -- | -- | ---- | ---- | ---- | ----- | ---------------- |
| 11. | Atomerőmű SE   | 32 | 13 | 19 | 2559 | 2649 | 45   | 0,703 |                  |
| 12. | JP Auto JKSE   | 32 | 11 | 21 | 2490 | 2655 | 43   | 0,672 |                  |
| 13. | Vasas Budapest | 32 | 7  | 25 | 2525 | 2840 | 39   | 0,609 | Rájátszás 13–14. |
| 14. | MAFC           | 32 | 5  | 27 | 2352 | 2723 | 37   | 0,578 | Rájátszás 13–14. |

* Gy: Győzelem V: Vereség K+: Dobott kosár K-: Kapott kosár

## Rájátszás

### 1–8. helyért
|  | Negyeddöntők | Negyeddöntők       | Negyeddöntők |                    |   | Elődöntők        | Elődöntők          | Elődöntők |   |               | Döntő         | Döntő         | Döntő |  |
|  |              |                    |              |                    |   |                  |                    |           |   |               |               |               |       |  |
|  | 1            | Alba Fehérvár      | 3            |                    |   |                  |                    |           |   |               |               |               |       |  |
|  | 1            | Alba Fehérvár      | 3            |                    |   |                  |                    |           |   |               |               |               |       |  |
|  | 8            | KTE-Duna Aszfalt   | 0            |                    |   |                  |                    |           |   |               |               |               |       |  |
|  | 8            | KTE-Duna Aszfalt   | 0            |                    | 1 | Alba Fehérvár    | 3                  |           |   |               |               |               |       |  |
|  |              |                    |              |                    | 1 | Alba Fehérvár    | 3                  |           |   |               |               |               |       |  |
|  |              |                    | 4            | Zalakerámia ZTE KK | 1 |                  |                    |           |   |               |               |               |       |  |
|  | 4            | Zalakerámia ZTE KK | 4            | Zalakerámia ZTE KK | 1 | 3                |                    |           |   |               |               |               |       |  |
|  | 4            | Zalakerámia ZTE KK |              |                    |   |                  |                    |           |   |               |               |               |       |  |
|  | 5            | Szolnoki Olaj KK   | 2            |                    |   |                  |                    |           |   |               |               |               |       |  |
|  | 5            | Szolnoki Olaj KK   | 2            |                    | 1 | Alba Fehérvár    | 3                  |           |   |               |               |               |       |  |
|  |              |                    |              |                    |   |                  |                    |           |   |               |               |               |       |  |
|  |              |                    | 2            | Falco-Vulcano KC   | 2 |                  |                    |           |   |               |               |               |       |  |
|  | 2            | Falco-Vulcano KC   | 2            | Falco-Vulcano KC   | 2 | 3                |                    |           |   |               |               |               |       |  |
|  | 2            | Falco-Vulcano KC   |              |                    |   | 3                |                    |           |   |               |               |               |       |  |
|  | 7            | Kaposvári KK       | 1            |                    |   |                  |                    |           |   |               |               |               |       |  |
|  | 7            | Kaposvári KK       | 1            |                    | 2 | Falco-Vulcano KC | 3                  |           |   | Bronzmérkőzés | Bronzmérkőzés | Bronzmérkőzés |       |  |
|  |              |                    |              |                    | 2 | Falco-Vulcano KC | 3                  |           |   |               |               |               |       |  |
|  |              |                    | 3            | Egis Körmend       | 0 |                  |                    |           |   |               |               |               |       |  |
|  | 3            | Egis Körmend       | 3            | Egis Körmend       | 0 | 3                |                    |           | 3 | Egis Körmend  | 0             |               |       |  |
|  | 3            | Egis Körmend       |              |                    |   |                  |                    |           | 3 | Egis Körmend  | 0             |               |       |  |
|  | 6            | PVSK-Pannonpower   | 1            |                    |   | 4                | Zalakerámia ZTE KK | 2         |   |               |               |               |       |  |

#### Negyeddöntők
Alba Fehérvár – KTE-Duna Aszfalt 3–0 (89–79 h.u., 80–72, 98–69)
Falco-Vulcano KC Szombathely – Kaposvári KK 3–1 (82–72, 71–78, 78–76, 84–77)
Egis Körmend – PVSK-Pannonpower 3–1 (81–95, 88–82, 87–75, 103–89)
Zalakerámia ZTE KK – Szolnoki Olaj KK 3–2 (79–76, 77–94, 85–68, 75–83, 85–69)

#### Elődöntők
Alba Fehérvár – Zalakerámia ZTE KK 3–1 (80–88, 94–85, 102–70, 79–74)
Falco-Vulcano KC Szombathely – Egis Körmend 3–0 (89–88, 81–78, 88–84)

#### Döntő
Alba Fehérvár – Falco-Vulcano KC Szombathely 3–2 (76–77, 75–65, 86–77, 69–82, 78–71)

#### Bronzmérkőzés
Egis Körmend – Zalakerámia ZTE KK 0–2 (94–107, 95–99)

### 13–14. helyért
Vasas Budapest – MAFC 2–1 (79–73, 68–81, 84–78)